# Dècada del 280 aC
La dècada del 280 aC comprèn el període que va des de l'1 de gener del 289 aC fins al 31 de desembre del 280 aC.

## Esdeveniments
- Construcció del Far d'Alexandria
- Reforma fiscal i administrativa a Egipte, per accentuar els monopolis